# Gymnastikforeningen Gefion
Gymnastikforeningen Gefion er en elitepræget københavnsk gymnastikforening, der blev stiftet af Henning Pedersen i 1968, som en forening under Dansk Gymnastik Forbund og Danmarks Idræts Forbund. 
Foreningen, der dækker kvindelig og mandlig idrætsgymnastik, er siden blevet medlem af Danske Gymnastik- og Idrætsforeninger og Dansk Svømmeunion.
Gymnastikforeningen Gefion har til huse i Grøndal MultiCenter, og har herudover svømmeaktiviteter i Hillerødgade Svømmehal og legepræget gymnastik for børn på Korsager Skole.
Foreningens formål er "Gennem dyrkelse af kammeratligt samvær og dygtiggørelse i gymnastik i alle dens eksisterende former søges medlemmernes forståelse for socialt samvær udbygget".